# ISabadell
L'iSabadell és un diari digital en català editat a Sabadell. Va néixer pel gener del 2012 i d'ençà de llavors n'és director el seu fundador, el periodista Jordi de Arriba.
El 2016 van anunciar que havien arribat a un acord de col·laboració amb el Grup Totmedia, gràcies al qual el diari se sumava a l'estratègia de publicacions de llarga trajectòria –com Tot Sant Cugat, Món Terrassa, BellaterraDiari i Tot Rubí–, per cobrir conjuntament la comunicació de tota la comarca del Vallès Occidental.
L'any 2022 la capçalera va celebrar els deu anys d'existència publicant dues revistes en paper –un anuari i un dossier dels deu anys– i organitzant el guardó Sabadellenc de l'Any, que en aquella primera ocasió va guanyar Manel Cervantes, doctor de l'Hospital Taulí, cara visible dels professionals que van estar a primera línia durant la pandèmia provocada per la covid.